# Ganasz

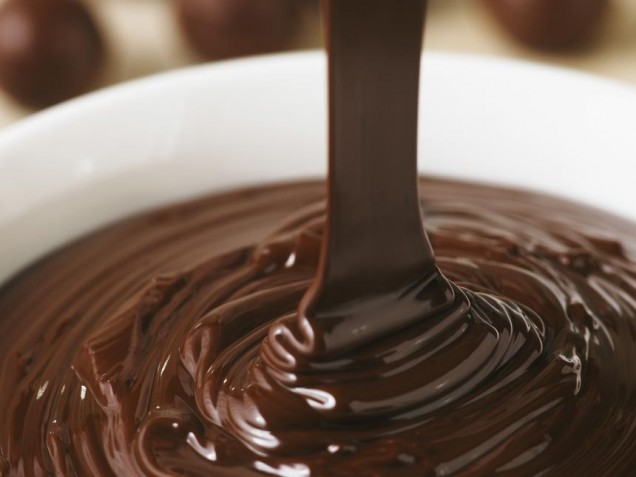
Ganasz

Ganasz lub ganache – krem składający się ze śmietanki i rozpuszczonej czekolady, używany jako masa do mazurka lub polewa do ciast, tortów itp. Ganache czekoladowy może być również wykorzystany jako nadzienie do makaroników, pralin, pączków czy trufli. 